# Nivåmätning
Nivåmätning används för att uppskatta fyllnadsgraden av vätskor och fasta material i ett kärl (bassäng, container, silo, tank etc).

## Mättekniker

### Ståndglas
Ståndglas är en av de äldsta teknikerna, som använts i över 200 år. Nivån är synlig, antingen i ett glasrör förbundet med kärlet (ett kommunicerande kärl) eller i ett glasfönster infräst i kärlväggen, och läses av direkt mot en skala.

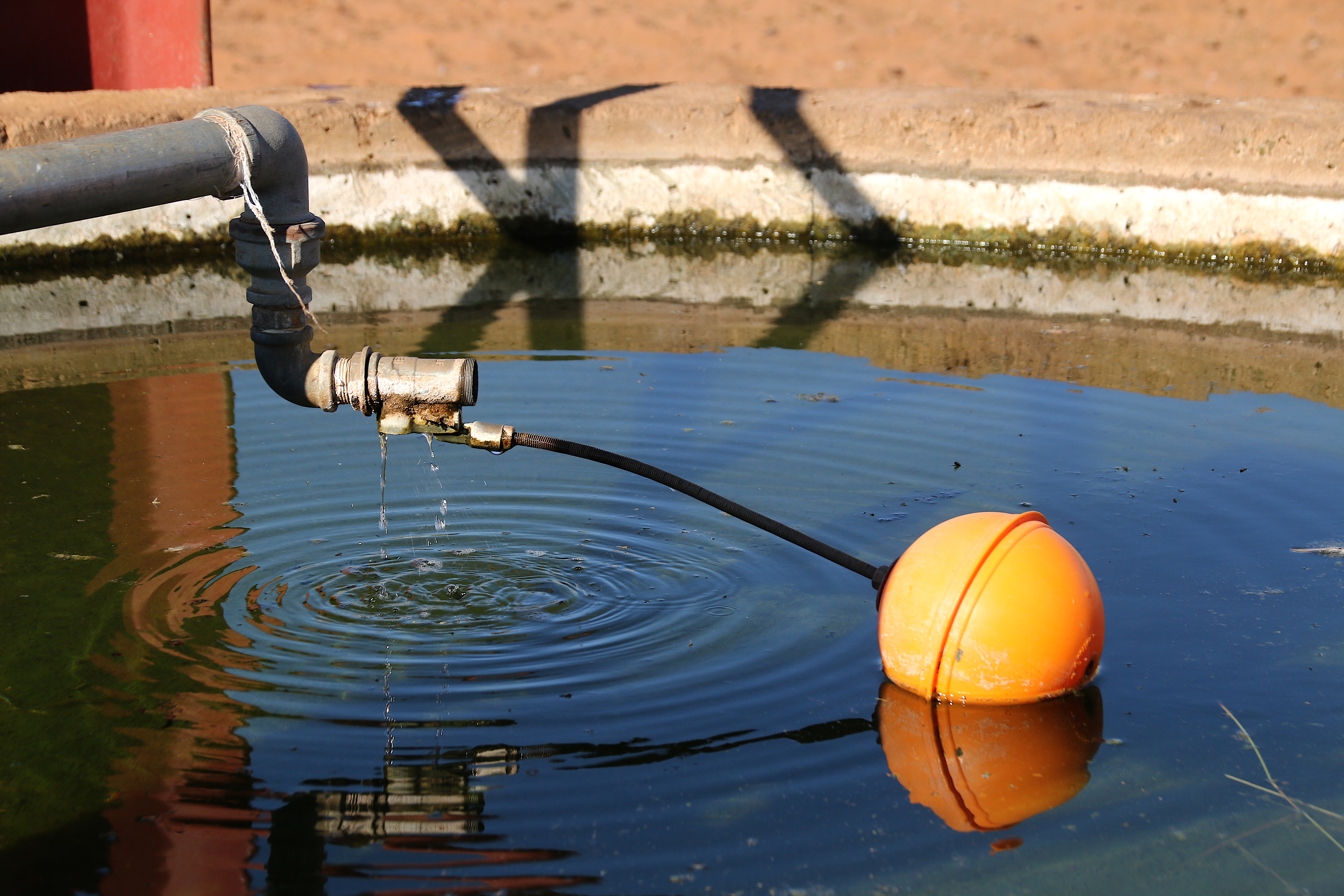
En flottör kopplad till en vattenkran.

### Flottör
Flottör innebär att en flytkropp vilar på ytan, och är mekaniskt eller magnetiskt förbunden med en visare eller, för de enklare nivåvakterna, en strömbrytare.

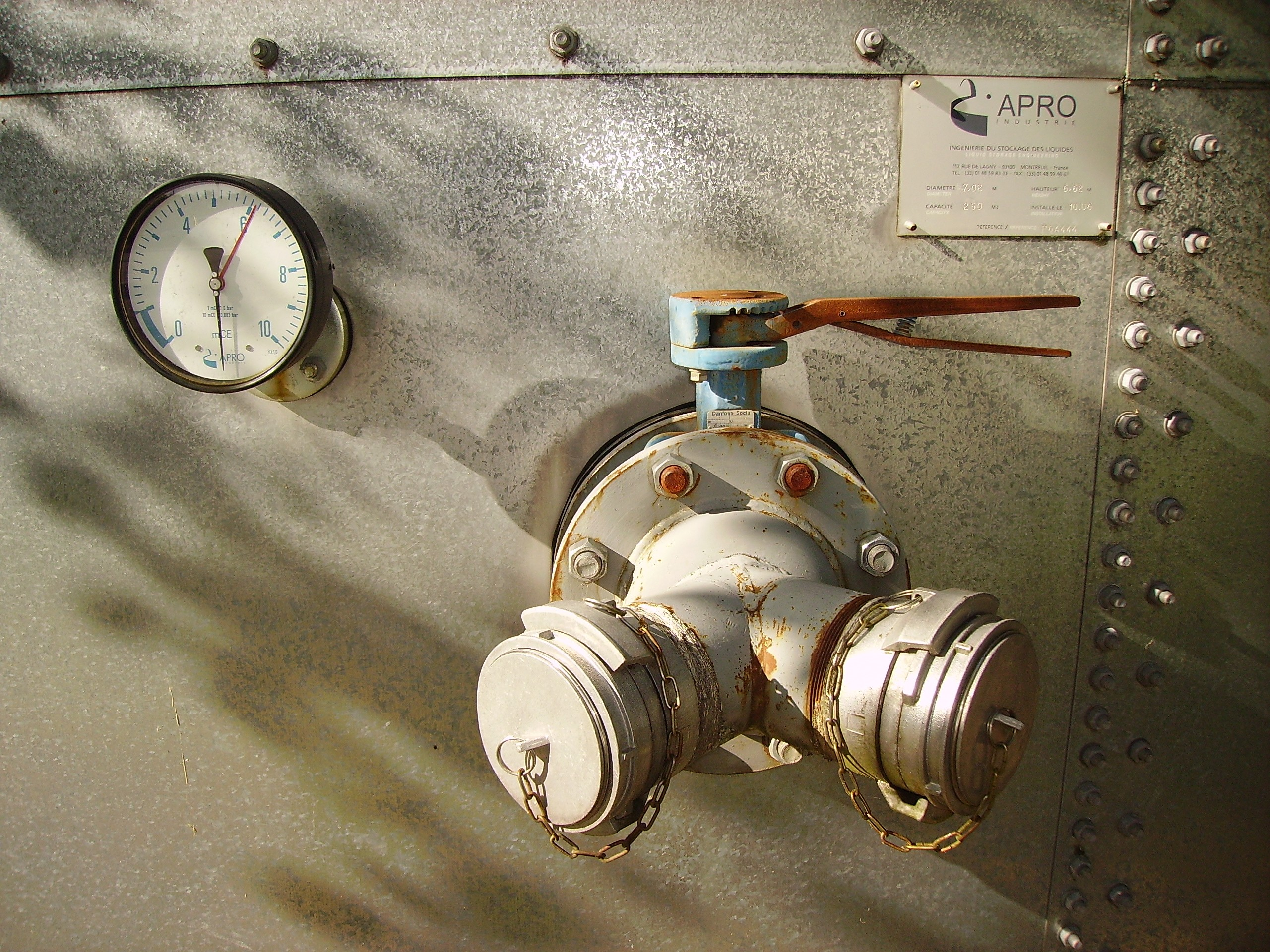
Hydrostatisk nivåmätare på en tank.

### Hydrostatisk mätning
Dessa metoder bygger alla på mätning av det hydrostatiska trycket i den lagrade vätskan.

#### Deplacementmätare
Deplacementmätare innebär att en kropp med likformig tvärsnittsarea ställs i kärlet i hela dess höjd. Då Arkimedes princip säger att lyftkraften är lika med vikten av den undanträngda västskan kommer kroppens flytkraft att öka i proportion till den stigande vätskenivån, vilken antingen mäts direkt eller indirekt genom den minskande vikten. Nackdelen är att densitetsvariationer i vätskan leder till mätfel.

#### Bubblare
Bubblare innebär att ett tryckrör ställs lodrätt ned i kärlet tills mynningen är strax ovanför botten. En gas (vilken gas som helst kan användas, vanligast är luft men där den kan leda till kemiska reaktioner brukar inerta gaser användas istället) leds genom röret, och trycket ökas till dess en jämn ström (60 Hz är en tumregel[källa behövs]) av bubblor stiger genom det helt fyllda kärlet. Det krävda gastrycket kommer sedan att sjunka i proportion till nivån.

#### Differentialtryckmätare
En differentialtryckmätare mäter skillnaden i tryck mellan toppen och botten av kärlet, som är direkt proportionellt till nivån. Fördelen med denna metod är att den automatiskt kompenserar för varierande luft- och ångtryck och enbart ser till vätsketrycket.

### Pulstidsmätare
En pulstidsmätare skickar en energipuls (elektromagnetisk, ljud) med en känd hastighet v från den toppmonterade mätaren och tiden t från att pulsen skickas, når ytan och tills dess ekot kommer tillbaka mäts och ger ett enkelt samband:
{\displaystyle d={\frac {v\cdot t}{2}}}
Eftersom kärlets höjd h, från botten till mätaren, redan är känd blir nivån h - d.